# مارک بیکر (بازیگر)
مارک بیکر (انگلیسی: Mark Baker; ۲ اکتبر ۱۹۴۶ – ۱۳ اوت ۲۰۱۸) بازیگر اهل ایالات متحده آمریکا بود.